# Adam de Heurtelou
Adam de Heurtelou, né dans le Comté du Maine et mort en 1609, est un évêque français, évêque de Mende entre 1585 et 1608 (ou 1609). L'accession à l'évêché lui a également conféré le titre de comte de Gévaudan, ce titre étant dévolu aux évêques de Mende, depuis l'acte de paréage signé en 1307 par le roi et Guillaume VI Durand.

## Biographie
Originaire de la province du Maine, il devient chanoine de l'église de Mende en Gévaudan. En 1581, l'évêque de Mende, Renaud de Beaune, devient archevêque de Bourges. Cependant il conserve quelque temps la tête de l'évêché mendois et ses revenus afin de permuter l'abbaye de Lieu-Restauré au diocèse de Soissons. Puis en 1585 Adam de Heurtelou est élu évêque. Il est intronisé le 25 juillet 1586.
Entre 1572 et 1582 eut lieu une guerre de religion en Gévaudan, entre les protestants menés par Mathieu Merle et les catholiques. De ces luttes, le fait le plus marquant a sans doute été la destruction, en 1581, de la cathédrale Notre-Dame-et-Saint-Privat de Mende, qui avait été magnifiée au XIVe siècle par le pape Urbain V. À partir de 1599, l'évêque Herteulou lance les travaux de reconstruction. Mais la cathédrale sera rebâtie « sans façon ni ornements », tout en respectant le plan original. La fin des travaux et l'inauguration eurent lieu en 1605.
Il meurt en 1609 et ne peut donc pas consacrer la cathédrale, cérémonie présidée par son neveu et successeur à l'évêché, Charles de Rousseau, en 1625.